# Mariví González
Mariví González, född den 27 december 1961 i Mexico City, Mexiko, är en spansk landhockeyspelare.
Hon tog OS-guld i damernas landhockeyturnering i samband med de olympiska landhockeytävlingarna 1992 i Barcelona.